# 9月29日
9月29日是阳历一年中的第272天（闰年第273天），离全年的结束还有93天。

## 大事记

### 19世紀以前
- 前522年：大流士一世擒杀篡位者，成为波斯帝国阿赫美尼德王朝君主。
- 前48年：格奈烏斯·龐培在58岁生日时被埃及托勒密十三世谋杀。
- 1364年：在百年战争期间，英国军队在欧赖战役中击败法国军队。
- 1567年：法国新教徒和查理九世之间爆发法国第二次宗教战争。
- 1600年：廣東南澳附近海域發生一次強度7級的大地震。
- 1708年：英国东印度公司和新东印度公司合并。
- 1789年：美国建立第一支常规陆军。

### 19世紀
- 1829年：伦敦警察重组為“倫敦警察廳”。
- 1860年：第二次鸦片战争中，咸丰帝逃离圆明园，抵达热河行宫，命恭亲王奕訢为钦差大臣向英法求和。
- 1885年：位於英格蘭蘭開夏黑潭的黑潭電車正式啟用，為世界上第一個真正營運的路面電車系統。
- 1887年：黄河南岸郑州之下汛十堡处决口，下游大水成灾。

### 20世紀
- 1902年：美国百老汇第一个剧场开始营业。
- 1906年：古巴的自由分子发动叛变，美国出兵占领古巴，成立了临时政府。
- 1911年：意大利向奥斯曼帝国宣战，意土战争爆发
- 1913年：中国第一部电影故事片《难夫难妻》在上海新新舞台放映。
- 1915年：美国实现首次横贯大陆的无线电电话通话。
- 1915年：山东留美学生祁暄发明的中文打字机获专利。
- 1917年：北洋政府下令通缉孙中山等人。
- 1923年：保加利亚共产党和农民联盟领导的反法西斯起义失败。
- 1929年：毛泽东率领工农革命军到达江西永新县三湾村，进行三湾改编。
- 1938年：英國、法國、德國和義大利簽署《慕尼黑協定》，將捷克斯洛伐克蘇台德地區割讓給德國。
- 1939年：波兰被纳粹德国和苏联瓜分。
- 1941年：苏美英三国领导人举行莫斯科会议，美英同意协助苏联抗德。
- 1941年：纳粹德国军队将乌克兰基辅的犹太人集中到娘子谷进行集体屠杀。
- 1944年：中、美、英三国代表在美国敦巴頓橡樹園举行战后世界和平机构会议。
- 1949年：中国共产党控制甘肃全省。
- 1950年：韓戰爆發後，美軍重奪被朝鮮人民軍占領的南韓首都漢城。
- 1951年：周恩来在北京、天津高等院校教师的学习会上作《关于知识分子的改造问题》报告。[1]
- 1952年：中国天兰铁路通车。
- 1954年：苏联领导人赫鲁晓夫首次访华。
- 1954年：欧洲12个国家签署协议，世界最大型的粒子物理实验室欧洲核子研究中心成立。
- 1957年：北京天文馆开馆。 前蘇聯發生克什特姆核廢料爆炸事故。
- 1964年：阿根廷漫画家季诺创作的漫画《娃娃看天下》首次在报纸上连载。
- 1965年：中华人民共和国外交部部长陈毅表示欢迎蒋介石回归大陆。
- 1972年：日本与中华人民共和国签署《中日联合声明》，并结束与中华民国间的官方交流。
- 1974年：中日正式通航，双方（中国民航与日本航空）分别使用波音707和道格拉斯DC-8执行首航班机。
- 1975年：香港政府工務局拆卸黃大仙龍翔道行人天橋引發當地居民不滿而釀成糾紛。
- 1980年：第五届全国人大常委会第十六次会议决定成立最高人民检察院特别检查庭和最高人民法院特别法庭审判林彪、江青反革命集团。
- 1984年：朝鲜红十字会运送救灾物资的车队通过南北军事分界线，将物资运送到韩国指定地点。
- 1986年：美苏间谍争端暂告平息，一名美国记者获准离开苏联，而一名苏联物理学家也被允许离开美国。之前两人分别被苏联和美国以间谍罪起诉。
- 1987年：中国龙羊峡水电站首台机组并网发电。
- 1988年：中国进行了首枚中子弹实弹爆炸试验，中国成为继美国、法国、苏联后第四个拥有中子弹技术的国家。
- 1990年：美国洛克希德·马丁、波音、通用动力联合研发的F-22猛禽战斗机原型机首次试飞。
- 1991年：海地军人在武装部队临时总司令拉乌尔·塞德拉斯的领导下再次发动政变成功。
- 1991年：美国一艘驱逐舰在红海拦截一艘驶往约旦的苏联货船。美方称，这艘货船上载有运往伊拉克的军事物资。

### 21世紀
- 2006年：一架波音737与一架莱格赛600在巴西佩绍图-迪阿泽韦杜上空相撞，造成154人死亡。
- 2009年：太平洋薩摩亞群島附近海域發生芮氏8.0級強烈地震，並引發海嘯。
- 2011年：重庆轨道交通三号线开始试运营。
- 2013年：中国（上海）自由贸易试验区正式挂牌成立。
- 2019年：香港、中华民国（台湾）、美国、英国及澳洲等24个国家和地区爆發全球反极权大游行。

## 出生
- 前106年：格奈烏斯·龐培，古羅馬軍事家、政治家。（前48年逝世）
- 1328年：肯特的瓊安，英國史上第一位威爾斯王妃。（1385年逝世）
- 1511年：米格爾·塞爾韋特，阿拉貢王國神學家、醫生、人文學家。（1553年逝世）
- 1518年：丁托列托，義大利文藝復興晚期畫家，和提香、委羅內塞並稱威尼斯畫派三傑。（1594年逝世）
- 1547年：米格尔·德·塞万提斯，西班牙小說家、劇作家、詩人，《堂吉訶德》作者。（1616年逝世）
- 1571年：卡拉瓦乔，義大利畫家。（1610年逝世）
- 1642年：李光地，清朝政治人物、理學家。（1718年逝世）
- 1703年：弗朗索瓦·布歇，法國洛可可時期畫家。（1770年逝世）
- 1758年：霍雷肖·納爾遜，英國海軍將領，第一代納爾遜子爵。（1805年逝世）
- 1761年：，愛爾蘭、美國天主教會教長。（1814年逝世）
- 1765年：卡爾·路德維希·哈丁，德國天文学家，婚神星的發現者。（1834年逝世）
- 1786年：瓜达卢佩·维多利亚，墨西哥軍人、政治人物，首任墨西哥總統。（1843年逝世）
- 1803年：雅克·夏尔·弗朗索瓦·施图姆，德裔法國數學家。（1855年逝世）
- 1810年：伊麗莎白·盖斯凱爾，維多利亞時代英國小說家。（1865年逝世）
- 1843年：米哈伊爾·斯科別列夫，俄羅斯帝國將軍。（1882年逝世）
- 1853年：提拉，丹麥公主。（1933年逝世）
- 1864年：米蓋爾·德·烏納穆諾，西班牙作家、哲學家。（1936年逝世）
- 1881年：路德維希·馮·米塞斯，奧地利裔美國經濟學家、歷史學家、哲學家、作家、現代自由意志主義運動主要領導人。（1973年逝世）
- 1891年：吳蘊初，中國化工實業家。（1953年逝世）
- 1898年：特罗菲姆·李森科，蘇聯生物學、農學家。（1976年逝世）
- 1899年：拉斯洛·比羅，原子筆發明人。（1985年逝世）
- 1901年：恩里科·費米，意大利物理學家，被稱為現代物理學最後一位通才，1938年諾貝爾物理學獎得主。（1954年逝世）
- 1904年：尼古拉·奧斯特洛夫斯基，蘇聯作家。（1936年逝世）
- 1907年：金·奧崔，美國鄉村音樂歌手、演員，目前惟一好萊塢星光大道五星全得者。（1998年逝世）
- 1907年：吳大猷，中國物理學家。（2000年逝世）
- 1912年：米開朗基羅·安東尼奧尼，意大利現代主義電影導演，以執導《迷情》成名。（2007年逝世）
- 1916年：趙耀東，中華民國財經官員，曾任經濟部長、中鋼董事長，有「趙鐵頭」的美譽。（2008年逝世）
- 1931年：安妮塔·艾格寶，瑞典女演員、模特兒。（2015年逝世）
- 1931年：詹姆斯·克罗宁，美國物理學家，1980年諾貝爾物理學獎得主。（2016年逝世）
- 1932年：罗伯特·本顿，美國導演、編劇、製片人。（2025年逝世）
- 1934年：米哈里·契克森，匈牙利裔美國心理學家。（2021年逝世）
- 1935年：傑瑞·李·劉易斯，美國唱作人、音樂人、鋼琴家。（2022年逝世）
- 1935年：希勒爾·弗斯滕伯格，以色列裔美國數學家。
- 1936年：西爾維奥·貝盧斯科尼，義大利政治人物、企業家，前任義大利總理。（2023年逝世）
- 1937年：龔如心，香港女商人，曾為亞洲女首富。（2007年逝世）
- 1938年：維姆·科克，荷蘭首相。（2018年逝世）
- 1939年：莫洛蒂·摩根，威爾斯政治家。（2017年逝世）
- 1942年：比爾·納爾遜，美國政治人物、律師，現任美國國家航空暨太空總署局長。
- 1942年：伊恩·麥克夏恩，英國男演員、導演、製片人。
- 1943年：陳定南，臺灣政治人物。（2006年逝世）
- 1943年：穆罕默德·哈塔米，伊朗政治人物，第5任伊朗總統。
- 1943年：萊赫·華勒沙，波蘭政治人物，第2任波蘭總統，1983年諾貝爾和平獎得主。
- 1949年：喬治·達拉然斯，希臘歌手、聯合國難民署親善大使。
- 1951年：蜜雪兒·巴舍萊，智利政治人物，曾兩度出任智利總統。
- 1952年：隆之里俊英，日本相撲力士，第59代橫綱。（2011年逝世）
- 1954年：傑佛瑞·馬西，美國天文學家。
- 1954年：馬蘇德·佩澤希齊揚，伊朗醫生、政治人物，現任伊朗總統。
- 1955年：阿里·沙姆哈尼，伊朗最高國家安全委員會秘書。
- 1956年：陳慕義，台灣男演員。
- 1956年：塞巴斯蒂安·柯伊，英國前田徑運動員，現任國際田徑總會主席。
- 1958年：湯鎮業，香港男演員。
- 1961年：茱莉雅·吉拉德，澳大利亞政治人物，第27任澳大利亞總理。
- 1962年：張凱麗，中國女演員。
- 1962年：，阿根廷前職業足球運動員。
- 1964年：于台煙，台灣歌手。
- 1965年：洪都拉斯，台灣藝人。
- 1965年：烏爾·薩欣，土耳其裔德國腫瘤學家、免疫學家。
- 1966年：布亞爾·尼沙尼，阿爾巴尼亞政治人物，第6任阿爾巴尼亞總統。（2022年逝世）
- 1967年：琦琦，香港女模特。
- 1970年：INORAN，日本知名搖滾樂團LUNA SEA的節奏吉他手。
- 1970年：羅素·彼得斯，加拿大脫口秀藝人、演員。
- 1970年：尼可拉·溫丁·黑芬，丹麥導演、編劇、製片人。
- 1971年：馬特·邁耶，美國律師、政治人物。
- 1972年：鄭兆聰，香港足球運動員、教練、評述員。
- 1972年：孫泰藏，日本企業家，GungHo創辦人並擔任會長。
- 1972年：今千秋，日本女性動畫導演。
- 1975年：于小惠，台灣演員。
- 1976年：舒夫真高，烏克蘭足球運動員。
- 1976年：沈傲君，中國女演員。
- 1977年：高皓正，香港主持人、唱作歌手。
- 1977年：朱凱廸，香港立法會議員。
- 1977年：赫里斯蒂揚·米茨科斯基，北馬其頓政治人物，現任北馬其頓總理。
- 1978年：林秀琴，台灣藝人。
- 1978年：庫爾特·尼爾森，挪威歌手。
- 1980年：安以軒，台灣女演員、歌手。
- 1980年：柴克·萊威，美國男演員、導演、歌手、製片人。
- 1983年：李康廉，香港足球運動員。
- 1983年：尹昇娥，韓國演員。
- 1984年：梅迪薩卡，德國足球運動員。
- 1985年：狩野茉莉，日本聲優。
- 1987年：李澄，香港商業電台節目主持人。
- 1988年：凱文·杜蘭特，美國NBA籃球員。
- 1989年：火亮，中國跳水運動員。
- 1989年：林道禹，臺灣男演員。
- 1989年：古川慎，日本男性聲優。
- 1990年：李家慶，台灣演員、模特兒。
- 1990年：郭惟晨，臺灣女子歌唱團體晨悠成員。
- 1990年：佐倉薰，日本女性聲優。
- 1990年：道·布羅許，美國男演員。
- 1991年：吳東融，台灣棒球選手。
- 1991年：阿德姆·利亞伊奇，塞爾維亞職業足球員。
- 1992年：包宜鑫，中國女子羽球運動員。
- 1992年：周深，中國歌手。
- 1992年：邱珮淇，臺灣藝人。
- 1993年：文姿云，臺灣空手道運動員。
- 1993年：李弘彬，韓國男子偶像團體VIXX前成員。
- 1994年：海爾希，美國歌手。
- 1994年：尼可拉斯·葛拉辛，英格蘭男演員和歌手。
- 1994年：卡塔日娜·涅維亞多馬，波蘭女子自行車運動員。
- 1995年：ryuchell，日本藝人、歌手。（2023年逝世）
- 1995年：岸優太，日本男子偶像團體King & Prince隊長。
- 1997年：花守由美里，日本女性聲優。
- 1997年：宋河英，韓國女子偶像團體Fromis 9成員。
- 1997年：莊豐源，香港雙非孕婦所誕下子女居留權爭議主要人物。
- 1999年：水野朔，日本女性聲優。
- 1999年：崔叡娜，韓國女子偶像團體IZ*ONE成員。
- 1999年：胡安·瓦倫天·烏丹加林，西班牙王位第八位繼承人。
- 2000年：小野瑞步，日本歌手。
- 2000年：柳茶憐，韓國演員
- 2002年：趙今麥，中國女演員。
- 2008年：徐竟培，韓國男子偶像團體CLOSE YOUR EYES成員。
- 2010年：李京勳，韓國兒童演員。
- 生年不詳：岩井映美里，日本女性聲優。

## 逝世
- 855年：洛泰爾一世，中法蘭克國王（795年出生）
- 1560年：古斯塔夫·瓦薩，瑞典國王，瓦薩王朝的創建者（1496年出生）
- 1839年：弗里德里希·莫斯，德國地質學家、礦物學家（1773年出生）
- 1861年：特克拉·巴達捷夫斯卡-巴拉諾夫斯卡，波蘭作曲家（1834年出生）
- 1902年：埃米爾·左拉，法国作家（1840年出生）
- 1908年：馬查多·德·阿西斯，巴西小說家、詩人、劇作家（1839年出生）
- 1913年：魯道夫·狄塞爾，德国工程师、柴油机的发明者（1858年出生）
- 1918年：勞倫斯·威瑟斯，澳大利亞軍人（1890年出生）
- 1921年：約翰·湯姆森，蘇格蘭攝影師（1837年出生）
- 1927年：威廉·爱因托芬，荷兰病理学家，1924年诺贝尔生理学及医学奖得主（1860年出生）
- 1929年：田中义一，日本前首相（1864年出生）
- 1930年：列宾，俄国画家（1844年出生）
- 1953年：黃仲訓，華裔法國商人（1876年出生）
- 1956年：安納斯塔西奧·索摩查·加西亞，尼加拉瓜前總統兼國民警衛隊司令、獨裁者（1896年出生）
- 1965年：傅抱石，中華人民共和國著名国画家、金石家、美术理论家、美术教育家（1904年出生）
- 1971年：喬治·塞菲里斯，希腊诗人（1900年出生）
- 1973年：威斯坦·休·奧登，英國-美國詩人（1907年出生）
- 1979年：弗朗西斯科·马西亚斯·恩圭马，赤道幾內亞政治人物，首任赤道幾內亞總統（1924年出生）
- 1980年：郭澄，中華民國政治人物，前行政院研考會主委、國民大會秘書長（1907年出生）
- 1997年：罗伊·利希滕斯坦，美國普普藝術家（1923年出生）
- 2001年：阮文紹，越南政治人物，第2任越南共和國總統（1923年出生）
- 2004年：李德宏，英國獸醫，前香港漁農處處長（1926年出生）
- 2012年：冴島奈緒，日本AV女優、歌手及實業家（1968年出生）
- 2013年：山崎豐子，日本作家、小說家（1924年出生）
- 2015年：努瓦夫·宾·阿卜杜勒-阿齐兹·沙特（英语：Nawwaf bin Abdulaziz Al Saud），沙特阿拉伯王子，前沙特阿拉伯情报总局局长（1932年出生）
- 2016年：鄭裕彤，香港富豪、新世界發展創辦人。（1925年出生）
- 2022年：保羅·韋納，法國歷史學家、作家。（1930年出生）
- 2023年：黛安·費恩斯坦，美國政治人物，1992年起代表加利福尼亞州的美國聯邦參議員，也是舊金山首任以及至今唯一的女市長。（1933年出生）
- 2024年：大山羨代，日本女性聲優。（1933年出生）
- 2024年：理查德·哈密顿，美國數學家。（1943年出生）

## 节假日和习俗
- 世界心臟日（英语：World Heart Federation）
- 国际粮食损失和浪费问题宣传日[2]
- 天主教會：聖米迦勒與諸天使日
- 日本：
  - 來福招財貓節
  - 洋菓子之日（三重縣洋菓子協會制定）